# Route nationale 83bis
Die Route nationale 83bis, kurz N 83bis oder RN 83bis, war eine französische Nationalstraße, die 1839 zwischen Saint-Marcel und der N 73 südlich von Seurre festgelegt wurde. Ihre Länge betrug 29,5 Kilometer. Obwohl sie als Seitenast der N 83 nummeriert wurde, hat sie keine gemeinsame Kreuzung mit dieser. 1978 wurde sie Teil der N 73, im Jahr 2006 wurde die Trasse abgestuft.